# Пам'ятний знак Георгію Косміаді (м. Рівне)
Пам'ятний знак Косміаді Георгію Петровичу — встановлений у невеличкому сквері по вул. 16 Липня, у місті Рівне, де у найманій квартирі колись проживала його сім'я (навпроти Рівненської дитячої музичної школи № 1 ім. М. В. Лисенка). Урочисте відкриття пам'ятного знака відбулося 29 червня 2017 року.
Наказом Голови обласної державної адміністрації № 143 від 15 травня 2017 р. пам'ятний знак взято на державний облік як памятку історії місцевого значення.

## Біографія
Косміаді Георгій Петрович — росіянин грецького походження.[джерело?] (1886—1967 рр.) Був не лише відомим художником, а й архітектором, актором-режисером-декоратором і вчителем-новатором. У Рівному він працював викладачем малювання, креслення, каліграфії в усіх гімназіях міста (українській, польській, російській, єврейській), початковій художній школі. Георгій Петрович викладав в усіх навчальних закладах міста Рівне, створив свою мистецьку школу та мав цілу плеяду талановитих учнів. Зміг навіть організувати виставку їх робіт (67 штук) у Парижі. Художник працював в різних техніках — олійний живопис, темпера, монотипія. Краєзнавці розповідають, що впродовж 1945—1967 років художник написав більше 5000 робіт. Георгій Косміаді мріяв, аби його картини та творчий доробок учнів залишилися в Україні. Більшість художніх творів Г. Косміаді, завдяки його доньці Надії, на сьогоднійшній день є надбанням Рівненського обласного краєзнавчого музею.

## Опис пам'ятки
На триступічатому п'єдесталі встановлено постамент, на якому розміщено бюст художника на тлі палітри з пензлями і старого австрійського мольберта. На підніжжі і на звороті скульптури автор відтворив характерну для модерну рельєфну гілку. Розміри пам'ятного знака гармонійно вписуються в невеличкий архітектурний простір оформленого скверу з деревами, які там ростуть. Матеріал — листова мідь. Камінь в постаменті й оздобленні — «покостовка» і «капустян». Портрет митця виконано саме в тому віці, коли він проживав у місті Рівне.